# Afro-latino-americanos
Um afro-latino (também chamados de Afro-latino-americanos) é uma pessoa latino-americana de ascendência total ou predominantemente africana subsaariana. O termo pode referir-se tambem da cultura de negros latinos que nasceu da mistura de elementos culturais africanos trazidos na época da colonização e de outros elementos culturais encontrados na sociedade latino-americana como a religião, música, língua, as artes e classe social.